# シャクハチ類

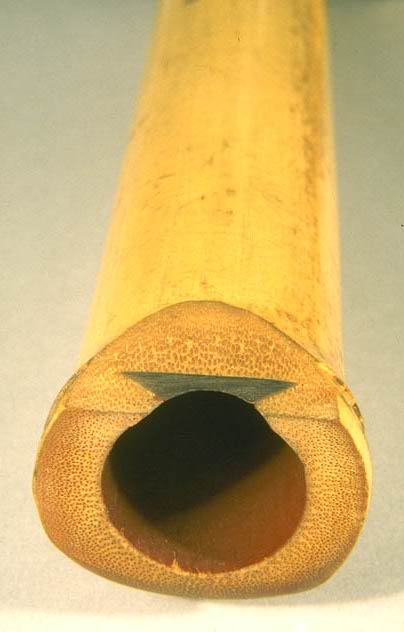
尺八。歌口と補強用の埋め込みが見える。

シャクハチ類（シャクハチるい）は、管の上端の鋭い縁に対して気流を向けることによって演奏される木管楽器である。リコーダーやティン・ホイッスルとは異なり、フィップルと呼ばれる管内の発音構造はない。
シャクハチ類は民俗音楽および芸術音楽において広く使用される。欧州では、ロシアの民族楽器にスヴィレルがあり、これは少なくとも11世紀から実際に使用されていることが確認されている。中東および地中海沿岸では葦製のナーイが頻繁に使用される。ナーイの初期の型の描写は、古代エジプトの墓の壁画で見ることができ、これが継続的に使用されている最古の楽器の1つであることを示している。いくつかの古代ペルシャの芸術作品は、ナーイの使用を描いている。
トルコでは、ナーイとカバルのどちらも縦吹きであるが、トルコのカバルのある種類（ディリ・カバル）はフィップルを有する。トルコのナーイは古典トルコ音楽およびメヴレヴィー音楽において主要な役割を果たす。アラブのナーイとペルシアのナーイはトルコのナーイと似ている。中国には簫、日本には尺八、朝鮮にはタンソ（短簫）およびトンソ（洞簫）がある。アンデスの人々はケーナを演奏する。ホピ族と彼らの祖先にあたるアメリカ合衆国南西部のアナサジはナーイに似た笛を持っている。ワシントは東アフリカの笛である。パンパイプも同じ奏法の縦笛であるが、音孔はなく、長さの異なる複数の管がまとめられている。